# Sportverein Darmstadt 1898 1975-1976
Questa voce raccoglie le informazioni riguardanti lo Sportverein Darmstadt 1898 nelle competizioni ufficiali della stagione 1975-1976.

## Stagione
Nella stagione 1975-1976 il Darmstadt, allenato da Udo Klug, concluse il campionato di 2. Bundesliga al 7º posto. In Coppa di Germania il Darmstadt fu eliminato agli ottavi di finale dall'Homburg.

## Rosa
| N. |                     | Ruolo | Calciatore         |
| -- | ------------------- | ----- | ------------------ |
|    | Germania (bandiera) | P     | Uwe Ebert          |
|    | Germania (bandiera) | P     | Wolfgang Göbel     |
|    | Germania (bandiera) | P     | Dieter Rudolf      |
|    | Germania (bandiera) | D     | Gerd Deutsch       |
|    | Germania (bandiera) | D     | Gerhard Kleppinger |
|    | Germania (bandiera) | D     | Dietmar Schabacker |
|    | Germania (bandiera) | D     | Stefan Sprey       |
|    | Germania (bandiera) | D     | Ronald Volkmann    |
|    | Germania (bandiera) | D     | Willi Wagner       |
|    | Germania (bandiera) | D     | Edwin Westenberger |
|    | Germania (bandiera) | C     | Walter Bechtold    |
|    | Germania (bandiera) | C     | Herbert Dörenberg  |

| N. |                     | Ruolo | Calciatore          |
| -- | ------------------- | ----- | ------------------- |
|    | Germania (bandiera) | C     | Manfred Drexler     |
|    | Germania (bandiera) | C     | Gerhard Köhler      |
|    | Germania (bandiera) | C     | Bernhard Metz       |
|    | Germania (bandiera) | C     | Herbert Pampuch     |
|    | Germania (bandiera) | C     | Willibald Weiss     |
|    | Germania (bandiera) | A     | Rudolf Koch         |
|    | Germania (bandiera) | A     | Rainer Lange        |
|    | Germania (bandiera) | A     | Hans Lindemann      |
|    | Germania (bandiera) | A     | Karlheinz Schleiter |
|    | Germania (bandiera) | A     | Jochen Schmaltz     |
|    | Germania (bandiera) | A     | Joachim Weber       |

## Organigramma societario
Area tecnica
- Allenatore: Udo Klug
- Allenatore in seconda:
- Preparatore dei portieri:
- Preparatori atletici:

## Calciomercato

### Sessione estiva
| Acquisti | Acquisti           | Acquisti   | Acquisti |
| R.       | Nome               | da         | Modalità |
| -------- | ------------------ | ---------- | -------- |
| D        | Dietmar Schabacker | Norimberga |          |

| Cessioni | Cessioni      | Cessioni       | Cessioni |
| R.       | Nome          | a              | Modalità |
| -------- | ------------- | -------------- | -------- |
| A        | Wolfgang Nöth | Schweinfurt 05 |          |

### Sessione invernale
| Acquisti | Acquisti | Acquisti | Acquisti |
| R.       | Nome     | da       | Modalità |
| -------- | -------- | -------- | -------- |

| Cessioni | Cessioni      | Cessioni      | Cessioni |
| R.       | Nome          | a             | Modalità |
| -------- | ------------- | ------------- | -------- |
| A        | Rainer Künkel | Bayern Monaco |          |

## Risultati

### 2. Bundesliga

#### Girone di andata
| Arbitro: | Antz |

|                                            |           |               |
| Weiss 47’ (rig.) Künkel 59’, 68’ Weber 79’ | Marcatori | 18’ Schneider |

| Arbitro: | Leist |

|                                                 |           |                         |
| Hohenwarter 18’ Klier 29’, 79’, 89’ Köstler 58’ | Marcatori | 13’ Künkel 28’ Schmaltz |

| Darmstadt 20 agosto 1975 3ª giornata | Darmstadt   | 0 – 0 referto | Bayreuth | Stadion am Böllenfalltor (5 000 spett.)\| Arbitro: \| Haselberger \| |
| Arbitro:                             | Haselberger |               |          |                                                                      |

| Arbitro: | Joos |

|  |           |           |
|  | Marcatori | 75’ Weiss |

| Arbitro: | Ferro |

|                                               |           |  |
| Müller 11’ (aut.) Künkel 33’, 70’ Pampuch 58’ | Marcatori |  |

| Arbitro: | Dahler |

|                       |           |           |
| Paulus 46’ Warken 55’ | Marcatori | 66’ Weiss |

| Arbitro: | Fleischer |

|  |           |               |
|  | Marcatori | 40’, 75’ Lenz |

| Mannheim 20 settembre 1975 8ª giornata | Chio Waldhof Mannheim | 0 – 0 referto | Darmstadt | Carl-Benz-Stadion (4 500 spett.)\| Arbitro: \| Walther \| |
| Arbitro:                               | Walther               |               |           |                                                           |

| Arbitro: | Blum |

|                                |           |  |
| Wolf 12’ Achatz 38’ Werner 84’ | Marcatori |  |

| Arbitro: | Steigele |

|                                                           |           |                        |
| Künkel 21’, 36’, 66’ (rig.), 70’, 72’ (rig.) Bechtold 38’ | Marcatori | 7’ Rother 81’ Skrotzki |

| Arbitro: | Kettenbach |

|                     |           |                                                                                 |
| Lühr 30’ Zitzer 42’ | Marcatori | 16’, 43’ (rig.), 68’ Künkel 54’ (aut.) Strunk 67’ Lindemann 87’ (rig.) Bechtold |

| Arbitro: | Klauser |

|                                                     |           |             |
| Weiss 23’ Westenberger 35’ Lindemann 40’ Künkel 44’ | Marcatori | 90’ Wilhelm |

| Arbitro: | Walz |

|              |           |  |
| Pechtold 43’ | Marcatori |  |

| Arbitro: | Schumann |

|                       |           |                                  |
| Drexler 3’ Künkel 21’ | Marcatori | 28’ Hoeneß 81’ Ohlicher 84’ Gass |

| Arbitro: | Kettenbach |

|                                                |           |  |
| Magath 18’ Denz 32’ (rig.) Bechtold 85’ (aut.) | Marcatori |  |

| Arbitro: | Langhans |

|                            |           |             |
| Bechtold 63’ Schleiter 79’ | Marcatori | 76’ Nielsen |

| Arbitro: | Ulm |

|                                 |           |                                 |
| Ruhs 49’ Lippert 87’ Mathes 89’ | Marcatori | 28’ Metz 72’ Wagner 77’ Drexler |

| Arbitro: | Luca |

|            |           |                   |
| Künkel 29’ | Marcatori | 9’ Bordt 48’ Genz |

| Arbitro: | Haselberger |

|                          |           |            |
| Keller 40’ Schuberth 54’ | Marcatori | 71’ Köhler |

#### Girone di ritorno
| Arbitro: | Ferro |

|                                                     |           |  |
| Vöhringer 8’, 50’ Bechtold 45’ (aut.) Obermeier 66’ | Marcatori |  |

| Arbitro: | Riegg |

|                                               |           |                 |
| Lindemann 57’ Bechtold 69’ (rig.) Drexler 89’ | Marcatori | 26’ Hohenwarter |

| Arbitro: | Steigele |

|  |           |                            |
|  | Marcatori | 26’ Bechtold 62’ Lindemann |

| Arbitro: | Gaus |

|               |           |                                       |
| Lindemann 46’ | Marcatori | 43’ Hofmann 57’ (rig.) Unger 83’ Popp |

| Arbitro: | Walther |

|                                                                    |           |  |
| Hoffmann 22’, 43’ Potschak 28’ Metz 37’ (aut.) Haug 52’ Renner 54’ | Marcatori |  |

| Arbitro: | Fleischer |

|                                    |           |            |
| Weiss 25’ Lindemann 50’ Wagner 72’ | Marcatori | 37’ Schauß |

| Arbitro: | Nickel |

|                            |           |                          |
| Diener 81’ (rig.) Lenz 89’ | Marcatori | 45’ Metz 57’, 77’ Wagner |

| Arbitro: | Möckel |

|                                       |           |          |
| Metz 24’, 42’ Weiss 30’ Lindemann 32’ | Marcatori | 84’ Harm |

| Arbitro: | Dreher |

|            |           |             |
| Wagner 37’ | Marcatori | 21’ Feulner |

| Arbitro: | Kettenbach |

|                       |           |            |
| Aumeier 40’ Ammon 70’ | Marcatori | 35’ Wagner |

| Arbitro: | Schumann |

|                                                       |           |                    |
| Bechtold 4’ (rig.), 63’ (rig.) Metz 18’ Lindemann 77’ | Marcatori | 60’ (rig.) Eippert |

| Arbitro: | Antz |

|         |           |                  |
| May 60’ | Marcatori | 34’, 69’ Drexler |

| Arbitro: | Greiner |

|                          |           |  |
| Drexler 76’ Bechtold 88’ | Marcatori |  |

| Arbitro: | Fleischer |

|                                 |           |                                         |
| Dietterle 65’ Weller 74’ (rig.) | Marcatori | 33’ Wagner 34’ Metz 72’ (rig.) Bechtold |

| Arbitro: | Clajus |

|                     |           |  |
| Weiss 57’ Weber 88’ | Marcatori |  |

| Arbitro: | Luca |

|                |           |           |
| Geiersbach 20’ | Marcatori | 72’ Lange |

| Arbitro: | Engel |

|  |           |           |
|  | Marcatori | 29’ Laube |

| Arbitro: | Dölfel |

|           |           |                               |
| Engel 20’ | Marcatori | 44’ (rig.) Bechtold 81’ Weber |

| Arbitro: | Gaus |

|                                                              |           |                             |
| Schleiter 28’, 84’ Pampuch 32’ Lange 41’ Bechtold 58’ (rig.) | Marcatori | 75’, 85’ Hartwig 90’ Keller |

### Coppa di Germania
| Arbitro: | Steigele |

|                                              |           |          |
| Schmaltz 12’, 81’ Schabacker 38’ Pampuch 39’ | Marcatori | 88’ Kern |

| Arbitro: | Leist |

|                                                |           |  |
| Dörenberg 3’ Künkel 5’ Lange 57’ Schleiter 85’ | Marcatori |  |

| Arbitro: | Messmer |

|                             |           |             |
| Metz 10’, 98’ Schleiter 92’ | Marcatori | 85’ Walitza |

| Arbitro: | Schröder |

|                                     |           |  |
| Petersen 2’ Diener 28’ Detterer 51’ | Marcatori |  |

## Statistiche

### Statistiche di squadra
| Competizione      | Punti | In casa | In casa | In casa | In casa | In casa | In casa | In trasferta | In trasferta | In trasferta | In trasferta | In trasferta | In trasferta | Totale | Totale | Totale | Totale | Totale | Totale | DR  |
| Competizione      | Punti | G       | V       | N       | P       | Gf      | Gs      | G            | V            | N            | P            | Gf           | Gs           | G      | V      | N      | P      | Gf     | Gs     | DR  |
| ----------------- | ----- | ------- | ------- | ------- | ------- | ------- | ------- | ------------ | ------------ | ------------ | ------------ | ------------ | ------------ | ------ | ------ | ------ | ------ | ------ | ------ | --- |
| 2. Bundesliga     | 43    | 19      | 12      | 2       | 5       | 48      | 24      | 19           | 7            | 3            | 9            | 28           | 40           | 38     | 19     | 5      | 14     | 76     | 64     | +12 |
| Coppa di Germania | -     | 3       | 3       | 0       | 0       | 11      | 2       | 1            | 0            | 0            | 1            | 0            | 3            | 4      | 3      | 0      | 1      | 11     | 5      | +6  |
| Totale            | 43    | 22      | 15      | 2       | 5       | 59      | 26      | 20           | 7            | 3            | 10           | 28           | 43           | 42     | 22     | 5      | 15     | 87     | 69     | +18 |

### Andamento in campionato
| Giornata  | 1 | 2 | 3 | 4 | 5 | 6 | 7  | 8  | 9  | 10 | 11 | 12 | 13 | 14 | 15 | 16 | 17 | 18 | 19 | 20 | 21 | 22 | 23 | 24 | 25 | 26 | 27 | 28 | 29 | 30 | 31 | 32 | 33 | 34 | 35 | 36 | 37 | 38 |
| --------- | - | - | - | - | - | - | -- | -- | -- | -- | -- | -- | -- | -- | -- | -- | -- | -- | -- | -- | -- | -- | -- | -- | -- | -- | -- | -- | -- | -- | -- | -- | -- | -- | -- | -- | -- | -- |
| Luogo     | C | T | C | T | C | T | C  | T  | T  | C  | T  | C  | T  | C  | T  | C  | T  | C  | T  | T  | C  | T  | C  | T  | C  | T  | C  | C  | T  | C  | T  | C  | T  | C  | T  | C  | T  | C  |
| Risultato | V | P | N | V | V | P | P  | N  | P  | V  | V  | V  | P  | P  | P  | V  | N  | P  | P  | P  | V  | V  | P  | P  | V  | V  | V  | N  | P  | V  | V  | V  | V  | V  | N  | P  | V  | V  |
| Posizione | 1 | 9 | 9 | 9 | 5 | 7 | 10 | 10 | 13 | 9  | 6  | 5  | 6  | 10 | 11 | 10 | 9  | 12 | 13 | 13 | 12 | 11 | 12 | 13 | 13 | 12 | 9  | 10 | 12 | 11 | 9  | 8  | 7  | 7  | 9  | 9  | 8  | 7  |

Legenda:

Luogo: C = Casa; T = Trasferta. Risultato: V = Vittoria; N = Pareggio; P = Sconfitta.

### Statistiche dei giocatori
| Giocatore       | 2. Bundesliga | 2. Bundesliga | 2. Bundesliga | 2. Bundesliga | Coppa di Germania | Coppa di Germania | Coppa di Germania | Coppa di Germania | Totale   | Totale | Totale      | Totale     |
| Giocatore       | Presenze      | Reti          | Ammonizioni   | Espulsioni    | Presenze          | Reti              | Ammonizioni       | Espulsioni        | Presenze | Reti   | Ammonizioni | Espulsioni |
| --------------- | ------------- | ------------- | ------------- | ------------- | ----------------- | ----------------- | ----------------- | ----------------- | -------- | ------ | ----------- | ---------- |
| W. Bechtold     | 37            | 11            | 3             | 0             | 4                 | 0                 | 1                 | 0                 | 41       | 11     | 4           | 0          |
| G. Deutsch      | 0             | 0             | 0             | 0             | 0                 | 0                 | 0                 | 0                 | 0        | 0      | 0           | 0          |
| M. Drexler      | 18            | 6             | 2             | 0             | 3                 | 0                 | 0                 | 0                 | 21       | 6      | 2           | 0          |
| H. Dörenberg    | 35            | 0             | 2             | 0             | 4                 | 1                 | 0                 | 0                 | 39       | 1      | 2           | 0          |
| U. Ebert        | 6             | 0             | 0             | 0             | 0                 | 0                 | 0                 | 0                 | 6        | 0      | 0           | 0          |
| W. Göbel        | 9             | 0             | 0             | 0             | 0                 | 0                 | 0                 | 0                 | 9        | 0      | 0           | 0          |
| G. Kleppinger   | 2             | 0             | 0             | 0             | 0                 | 0                 | 0                 | 0                 | 2        | 0      | 0           | 0          |
| R. Koch         | 5             | 0             | 0             | 0             | 0                 | 0                 | 0                 | 0                 | 5        | 0      | 0           | 0          |
| G. Köhler       | 9             | 1             | 0             | 0             | 1                 | 0                 | 0                 | 0                 | 10       | 1      | 0           | 0          |
| R. Künkel       | 17            | 16            | 3             | 0             | 2                 | 1                 | 0                 | 0                 | 19       | 17     | 3           | 0          |
| R. Lange        | 9             | 2             | 2             | 0             | 1                 | 1                 | 0                 | 0                 | 10       | 3      | 2           | 0          |
| H. Lindemann    | 32            | 8             | 5             | 0             | 4                 | 0                 | 0                 | 0                 | 36       | 8      | 5           | 0          |
| B. Metz         | 35            | 6             | 0             | 0             | 2                 | 2                 | 0                 | 0                 | 37       | 8      | 0           | 0          |
| H. Pampuch      | 22            | 2             | 2             | 0             | 3                 | 1                 | 1                 | 0                 | 25       | 3      | 3           | 0          |
| D. Rudolf       | 24            | 0             | 0             | 0             | 4                 | 0                 | 0                 | 0                 | 28       | 0      | 0           | 0          |
| D. Schabacker   | 23            | 0             | 7             | 0             | 3                 | 1                 | 0                 | 0                 | 26       | 1      | 7           | 0          |
| K. Schleiter    | 13            | 3             | 3             | 0             | 2                 | 2                 | 0                 | 0                 | 15       | 5      | 3           | 0          |
| J. Schmaltz     | 14            | 1             | 2             | 0             | 2                 | 2                 | 1                 | 0                 | 16       | 3      | 3           | 0          |
| S. Sprey        | 16            | 0             | 2             | 0             | 0                 | 0                 | 0                 | 0                 | 16       | 0      | 2           | 0          |
| R. Volkmann     | 14            | 0             | 2             | 0             | 2                 | 0                 | 0                 | 0                 | 16       | 0      | 2           | 0          |
| W. Wagner       | 38            | 7             | 4             | 0             | 3                 | 0                 | 0                 | 0                 | 41       | 7      | 4           | 0          |
| J. Weber        | 34            | 3             | 3             | 0             | 3                 | 0                 | 0                 | 0                 | 37       | 3      | 3           | 0          |
| W. Weiss        | 31            | 7             | 3             | 0             | 4                 | 0                 | 0                 | 0                 | 35       | 7      | 3           | 0          |
| E. Westenberger | 37            | 1             | 2             | 0             | 4                 | 0                 | 1                 | 0                 | 41       | 1      | 3           | 0          |